# Jens Peter Müller
Jens Peter Müller, född 4 juli 1797 i Köpenhamn, död 9 mars 1863, var en dansk-norsk skådespelare och teaterdirektör. 
Han debuterade 1828 som skådespelare på Christiania Offentlige Theater, och var sedan verksam i kringresande teatersällskap i Norge och sedan Danmark.  Han var direktör som kompanjon med August Werligh 1829-1832, och sedan tillsammans med Carl Wilhelm Orlamundt direktör för teatersällskapet i  teatern i Trondheim 1831-1833, som då kallades Orlamundt & Müller. Han var sedan länge verksam i Danmark. Han var direktör för Odense Teater. 